# Allothele australis
Allothele australis är en spindelart som först beskrevs av William Frederick Purcell 1903.  Allothele australis ingår i släktet Allothele och familjen Dipluridae. Inga underarter finns listade i Catalogue of Life.